# Manu Tuilagi
Manu Tuilagi (* 18. Mai 1991 in Fatausi-Fogapoa, Savaiʻi, Westsamoa) ist ein englischer Rugby-Union-Spieler. Er spielt als Innendreiviertel für die englische Nationalmannschaft und die Leicester Tigers.

## Kindheit und Ausbildung
Tuilagi wuchs als jüngster von sechs Brüdern in einer Rugbyfamilie in Samoa auf. Vier seiner Brüder, Freddie Tuilagi, Henry Tuilagi, Alesana Tuilagi und Anitele’a Tuilagi spielten für die Nationalmannschaft Samoas. Manu spielte bereits in der U16- und U18-Auswahl für England.

## Karriere

### Verein
Tuilagi spielte erstmals 2009 für die Leicester Tigers. Er gewann 2013 den englischen Meistertitel.

### Nationalmannschaft
Tuilagi gab sein Nationalmannschaftsdebüt im August 2011 gegen Wales und legte dort auch seinen ersten Versuch. Für die darauf folgende Weltmeisterschaft in Neuseeland wurde er nominiert, kam dabei in fünf Spielen der Engländer zum Einsatz und erzielte zwei Versuche. Im ersten Spiel gegen Argentinien war er 20 Jahre und 115 Tage alt und damit der jüngste WM-Spieler Englands in der Geschichte. 2013 wurde in die Reihen der British and Irish Lions aufgenommen. Er wurde im abschließenden Spiel der siegreichen Testserie gegen Australien eingewechselt. In den folgenden Jahren hatte er zahlreiche Verletzungen, sodass er zwischen dem Juni 2014 und den Six Nations 2019 nur zwei Mal für England auflief. 2019 wurde er für seine zweite Weltmeisterschaft nominiert. 